# 老圣西斯笃圣殿

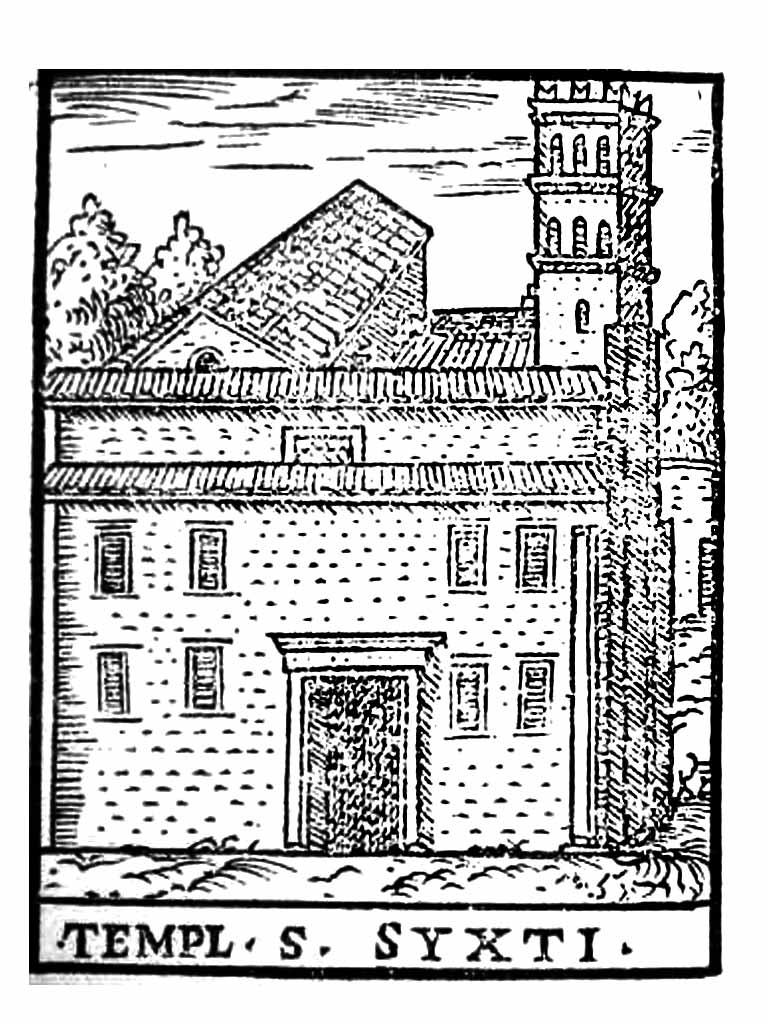

老圣西斯笃圣殿 (Basilica of San Sisto Vecchio，in Via Appia) 是罗马教堂中的60多个宗座圣殿之一， 领衔堂区自从公元600年.因此，它与樞機司鐸称号相关联。现任枢机是乌克兰的瑪里安·雅沃爾斯基。
该堂建于公元四世纪，称为“Titulus Crescentianae”，可能得名于建造教堂的一位罗马妇女。根据传统，该堂由教宗亚纳大削一世（399-401）创建。
该堂供奉圣教宗西斯笃二世 并收藏他的圣髑（在六世纪从聖卡利斯都墓窟转移到此）。
圣西斯笃于13世纪初由依諾增爵三世重建。现在的教堂是18世纪教宗本笃十三世修复的结果，只保留了中世纪教堂的钟楼和后殿。13世纪的壁画，描绘了新约圣经中的场景。
在1220年代，何諾三世将老圣西斯笃修道院交给道明会，将其作为罗马妇女宗教生活改革的一部分。1219年，何諾三世邀请道明和他的同伴住进聖撒比納聖殿，他们在1220年初就这样做了，随后创建了修道院。1222年6月5日，成立了罗马最初的道明会学校，后来发展为16世纪在神庙遗址圣母堂的圣多玛斯学院以及宗座圣多玛斯大学。
道明会修女仍然占据老圣西斯笃的修道院。

## 历任枢机
- 龚品梅（1991.06.30  -  2000.03.12），中国